# Фауна Північної Македонії

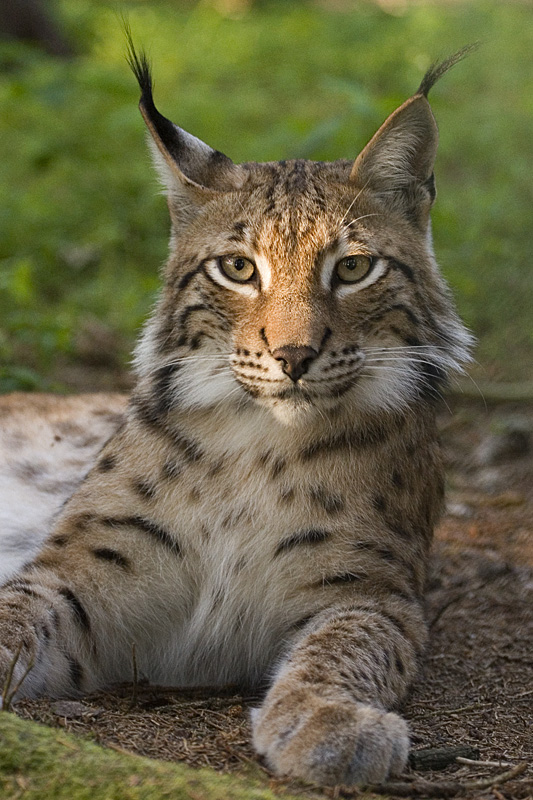
Рись зустрічається в Північній Македонії

Фауна Північної Македонії має складну зоогеографічну структуру. Вона містить фауністичні елементи різного походження і характеризується високим ступенем реліктових і ендемічних форм. Таксономічне розмаїття теж присутнє; загальна кількість зареєстрованих видів тварин становить 10 354.

## Хребетні
Фауна македонських лісів різноманітна і включає ведмедів, кабанів, вовків, лисиць, білок, сарн і оленів. Рись зустрічається, хоча і дуже рідко, в горах Західної Македонії, в той час як оленів можна знайти в районі Демір-Капія. Серед лісових птахів — чорноголова славка, глухар, тетерів, могильник та сіра сова.
Три природні озера країни, Охрид, Преспа і Дойран, являють собою окремі фауністичні зони, що свідчить про їхню тривалу територіальну ізоляцію. Фауна Охридського озера є реліктом більш ранньої епохи. Це озеро широко відоме своєю фореллю-летницею, озерним сигом, піскарем, пліткою, підустом, і піором, а також деякими видами равликів, рід яких старше 30 мільйонів років; схожі види можна знайти тільки на озері Байкал. Охридське озеро також звертає на себе увагу завдяки зоологічним досліджень річкового вугра і його загадкового репродуктивного циклу: він доходить до Охридського озера з далекого Саргасового моря, за тисячу кілометрів, і ховається в глибинах озера на 10 років. Коли вугор досягає віку статевого дозрівання, він, спонукуваний нез'ясовним інстинктами, восени вирушив назад до місця свого народження. Там він нереститься і вмирає, залишаючи своїх нащадків шукати Охридське озеро, щоб почати цикл заново.

## Безхребетні
Для фауни Македонії показано наявність більше як 13400 видів безхребетних, більшість з яких членистоногі, зокрема більше 10 тисяч — комахи.
| Тип             | Кількість видів | Ендемізм |
| --------------- | --------------- | -------- |
| Найпростіші     | 113             | 32       |
| Губки           | 10              | 6        |
| Плоскі черви    | 85              | 35       |
| Жалкі           | 2               |          |
| Немертини       | 1               |          |
| Коловертки      | 269             |          |
| Нематоди        | 553             |          |
| Молюски         | 366             | 131      |
| Кільчасті черви | 186             | 48       |
| Членистоногі    | 8234            | 383      |
| Хордові         | 535             | 30       |

[джерело?]